# Dječja soba
Dječja soba je prostorija unutar građevine, koja je odvojena zidom i vratima. Ona je najčešće separirana od ostalih prostorija u kući, te ima unutarnje zidove.  U njoj djeca spavaju ili se opuštaju. Dječja soba mora biti prilagođena djetetovim potrebama, navikama i njegovoj dobi. Djeca u svom razvoju prolaze kroz više različitih faza:  fazu dok su bebe, predškolsku fazu, fazu nižih razreda osnovne škole, fazu viših razreda osnovne škole, te srednjoškolsku fazu, odnosno fazu fakulteta.
Postoje dva tipa dječjih soba.  Jedne se mogu postepeno prilagođavati djetetovu uzrastu i njegovim potrebama (potrebne su stalne preinake), a druge mogu biti univerzalne (minimalne preinake u uređenju).

## Funkcije dječje sobe
Funkcije koje dječja soba mora obuhvatiti jesu: spavanje, igranje, odmaranje, učenje, druženje i tako dalje.  
Namještaj u sobi mora biti projektiran na način da obuhvati što više funkcija, te da bude što praktičniji. Osnovna oprema dječje sobe su krevet i ormar, a modernije sobe danas imaju i različite regale, komode, ili televizore. 
Faktori namještaja dječje sobe:
Namještaj u dječjoj sobi mora biti otporan i postojan, stabilan, te se ne smije dati lako pomaknuti s mjesta. Boja kojom je obojan ne smije sadržavati otrovne sastojke, rubovi ormara i kreveta moraju biti zaobljeni, naslon na stolicama treba biti savitljiv, kako bi se što bolje prilagodio dječjoj kralježnici, sjedala moraju biti vodoravna, s vrlo malim padom prema naslonu stolice, ploča dječjeg radnog stola treba biti prilagodljiva, te dovoljno velka, potrebno je osigurati krevete s kvalitetnim madracima na tvrdoj podlozi. Namještaj ne smije biti težak. 

## Sobe za bebe
Osim namještaja soba za bebu treba još sadržavati i sljedeće: prematalica, kinderbet, komoda na koju se mogu odložirti razne dječje potrepštine, fotelja i tako dalje. Sobe za male bebe posebno su prilagođene. U početku dio inventara sobe za bebu čini kolijevka, potom mali krevetić s ogradom, stolić za previjanje s kadicom i slično. Dijete u dječjem krevetiću provodi prve dvije do tri godine svoga života.  Najvažniji faktori koje mora zadovoljiti dječji krevetić jesu sigurnost i kvaliteta. 

## Vrste dječjih krevetića (kinderbeta)
Postoje razne vrste dječjih krevetića:krevetići kojima se spušta jedna strana,krevetići kojima se spuštaju obje strane,pretvorivi krevertići (ovi kreveti su dizajnirani na način da se iz kinderbeta mogu pretvoriti u dječji krevetić, ili čak i u veliki pravi krevet). 
kinderbet s pokrovom (ovi kreveti imaju na kutovimna četiri stupa, na kojima se nalazi metalni okvir, te se preko njega navlači platneni pokrov), okrugli kinderbet (s jednom stranom koja se spušta).

## Karakteristike soba za predškolsku dob
Igra je važna za svako dijete predškolske dobi, te je za nju potrebno osigurati dovoljno prostora. Kada dijete počne ići u školu, potrebno je mu je osigurati radni stol koji će biti smješten u sobi, te komode i ladice u koje će moći biti smještene knjige i ostali školski pribor. 

## Karakteristike soba za školsku dob
U kasnijim godinama dijete počinje ići u više razrede osnovne škole, postaje ozbiljnije, te se mijenjaju i njegovi interesi. Tada se pojavljuje potreba za većim ormarima u kojima će se držati odjeća, te ostale potrtebne stvari.  Kerevet može biti samostalan(predviđen za jedno dijete) ili na kat(za dvoje djece). 

## Karakteristike soba u tinejdžerskoj dobi
U tinejdžerskoj dobi potrebno je da ormar bude veći, nego prije. U to doba treba se osloboditi prostor za garderobu, te za rekvizite koji se koriste u sportu ili za neki hobi. Tinejdžerima treba dosta mjesta u sobi za muzičke linije, Play station, ili televizor. Bitni faktori prilikom uređenja dječje sobe jesu: zanimljivost, praktičnost i sigurnost. Soba djeci treba biti ugodna i zanimljiva, te u njoj moraju biti smještene ladice i police, kako bi bila što praktičnija. Sigurnost u dječjoj sobi treba biti maksimalna, stoga je potrebno poduzeti mjere opreza naročito što se tiče, električne energije, oštrih rubova, i sličnog.